# Liste der Biografien/Macl
Liste der Biografien |
Portal Biografien |
Personensuche
# |
A |
B |
C |
D |
E |
F |
G |
H |
I |
J |
K |
L |
M |
N |
O |
P |
Q |
R |
S |
T |
U |
V |
W |
X |
Y |
Z |
?
 
Ma |
Mb |
Mc |
Md |
Me |
Mf |
Mg |
Mh |
Mi |
Mj |
Mk |
Ml |
Mm |
Mn |
Mo |
Mp |
Mq |
Mr |
Ms |
Mt |
Mu |
Mv |
Mw |
Mx |
My |
Mz
 
Maa |
Mab |
Mac |
Mad |
Mae |
Maf |
Mag |
Mah |
Mai |
Maj |
Mak |
Mal |
Mam |
Man |
Mao |
Map |
Maq |
Mar |
Mas |
Mat |
Mau |
Mav |
Maw |
Max |
May |
Maz
 
Maca |
Macb |
Macc |
Macd |
Mace |
Macf |
Macg |
Mach |
Maci |
Mack |
Macl |
Macm |
Macn |
Maco |
Macp |
Macq |
Macr |
Macs |
Mact |
Macu |
Macv |
Macw |
Macy |
Macz
Die Liste der Biografien führt alle Personen auf, die in der deutschsprachigen Wikipedia einen Artikel haben. Dieses ist eine Teilliste mit 147 Einträgen von Personen, deren Namen mit den Buchstaben „Macl“ beginnt.

## Macl

### Macla
- MacLachlan, Janet (1933–2010), US-amerikanische Schauspielerin
- MacLachlan, Kyle (* 1959), US-amerikanischer Schauspieler
- MacLachlan, Mark (* 1973), kanadischer Chemiker
- MacLafferty, James H. (1871–1937), US-amerikanischer Politiker
- Maclagan, Christian (1811–1901), schottische Archäologin
- Maclagan, Gilchrist (1879–1915), britischer Ruderer
- Maclagan, Myrtle (1911–1993), englische Cricketspielerin
- Maclagan, William Dalrymple (1826–1910), Erzbischof von York (1891–1908)
- MacLaine, Shirley (* 1934), US-amerikanische Filmschauspielerin, Tänzerin und SchriftstellerinShirley MacLaine (* 1934)

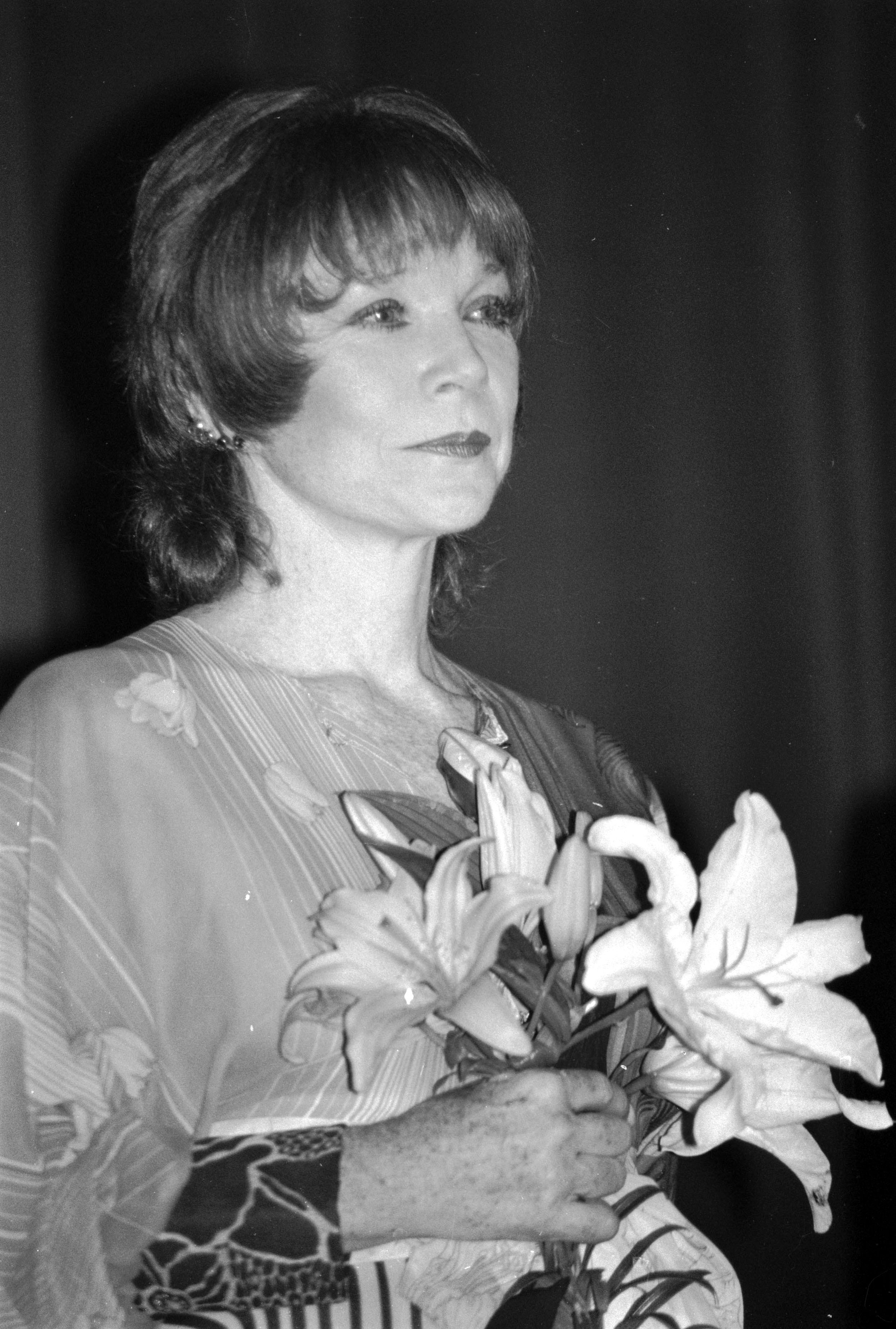
Shirley MacLaine (* 1934)

- MacLane, Barton (1902–1969), US-amerikanischer Schauspieler
- MacLane, Mary (1881–1929), kanadisch-amerikanische Schriftstellerin
- MacLaren, Albert (1870–1940), kanadischer Curler
- MacLaren, Brian (* 1943), kanadischer Mittelstreckenläufer und Sprinter
- Maclaren, Jamie (* 1993), australischer Fußballspieler
- Maclaren, John (* 1951), kanadischer Schauspieler
- MacLaren, Michelle (* 1965), kanadische Film- und Fernsehproduzentin sowie Film- und Fernsehregisseurin
- MacLaren, Roy (* 1934), kanadischer Politiker und Diplomat
- MacLaren-Ross, Julian (1912–1964), britischer Schriftsteller
- MacLauchlan, Wade (* 1954), kanadischer Politiker
- Maclaurin, Colin (1698–1746), britischer Mathematiker, Geodät und Geophysiker
- MacLaurin, Ian, Baron MacLaurin of Knebworth (* 1937), britischer Geschäftsmann
- MacLaverty, Bernard (* 1942), nordirischer Schriftsteller
- Maclay, John, 1. Viscount Muirshiel (1905–1992), britischer Politiker, Unterhausabgeordneter und Peer
- Maclay, Samuel (1741–1811), US-amerikanischer Politiker
- Maclay, William (1737–1804), britisch-amerikanischer Jurist und Politiker
- Maclay, William (1765–1825), US-amerikanischer Politiker
- Maclay, William B. (1812–1882), US-amerikanischer Jurist und Politiker
- Maclay, William Plunkett (1774–1842), US-amerikanischer Politiker

### Macle
- Macle, Alain (1944–2020), französischer Skispringer
- Maclean, Alejandro (1969–2010), spanischer Kunstflugpilot und Filmproduzent
- MacLean, Alex (* 1947), US-amerikanischer Fotograf, Pilot und Architekt
- MacLean, Alistair (1922–1987), schottischer Schriftsteller
- MacLean, Angus (1914–2000), kanadischer Politiker
- MacLean, Archer (1962–2022), britischer Spieleentwickler
- Maclean, Bella (* 2000), britische Schauspielerin
- MacLean, Brett (* 1988), kanadischer Eishockeyspieler und -trainer
- MacLean, Brittany (* 1994), kanadische Schwimmerin
- Maclean, Charles, Baron Maclean (1916–1990), britischer Life Peer und Hofbeamter
- MacLean, Craig (* 1971), britischer Radrennfahrer
- Maclean, David, Baron Blencathra (* 1953), britischer Politiker (Conservative Party)
- MacLean, Don (* 1970), US-amerikanischer Basketballspieler
- Maclean, Donald (1864–1932), britischer Politiker, Abgeordneter des House of Commons, Bildungsminister
- Maclean, Donald (1913–1983), britischer Diplomat und Doppelagent (MI5, KGB)Donald Maclean (1913–1983)

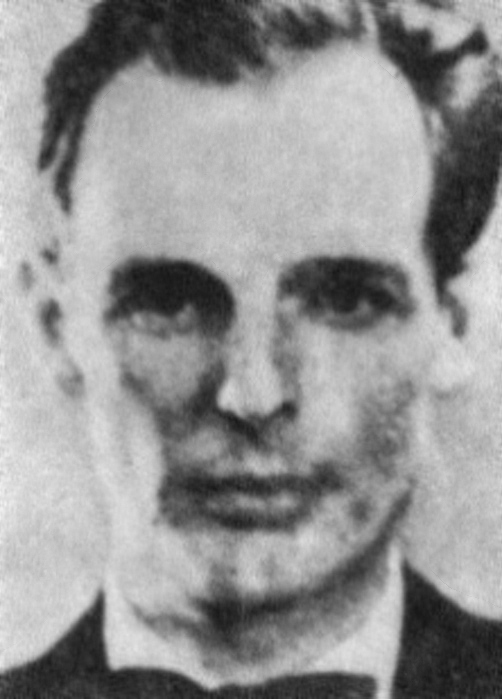
Donald Maclean (1913–1983)

- MacLean, Donald (* 1977), kanadischer Eishockeyspieler und -trainer
- Maclean, Dorothy (1920–2020), kanadische Autorin
- MacLean, Doug (* 1954), kanadischer Eishockeytrainer
- MacLean, Dougie (* 1954), schottischer Folkmusiker und Komponist
- Maclean, Edward (* 1974), deutscher Bassist, Musical Director und Komponist
- Maclean, Fitzroy (1911–1996), britischer Diplomat, Offizier, Schriftsteller und Politiker
- MacLean, Fred M. (1898–1976), US-amerikanischer Szenenbildner
- MacLean, Gilbert, schottischer Geistlicher
- MacLean, Harry (1908–1994), deutscher bildender Künstler
- MacLean, Heather (* 1995), US-amerikanische Leichtathletin
- MacLean, Hugh (1879–1909), US-amerikanischer Radrennfahrer
- Maclean, Ida (1877–1944), englische Biochemikerin
- Maclean, John (1771–1814), schottisch-amerikanischer Chemiker
- MacLean, John (* 1964), kanadischer Eishockeyspieler und -trainer
- MacLean, John Duncan (1873–1948), kanadischer Politiker
- Maclean, Kama (* 1968), australische Historikerin
- Maclean, Kate (* 1958), schottische Politikerin
- MacLean, Katherine (1925–2019), amerikanische Science-Fiction-Autorin
- MacLean, Lauchlan (1805–1879), preußischer Verwaltungs- und Ministerialbeamter und Parlamentarier
- MacLean, Malcolm Alexander (1842–1895), kanadischer Politiker
- Maclean, Mark (* 1963), schottischer Squashspieler
- Maclean, Mike (* 1946), britischer Mittelstreckenläufer und Sprinter
- Maclean, Norman (1902–1990), US-amerikanischer Autor und Professor für Englische Literatur
- Maclean, Oliver (* 1998), neuseeländischer Ruderer
- MacLean, Paul (* 1958), kanadischer Eishockeyspieler und -trainer
- MacLean, Paul D. (1913–2007), US-amerikanischer Hirnforscher
- Maclean, Quentin (1896–1962), britisch-kanadischer Organist, Komponist und Musikpädagoge
- MacLean, Ron (* 1960), kanadischer Sportjournalist
- MacLean, Rory (* 1954), kanadischer Schriftsteller
- MacLean, Ross (* 1997), schottischer Fußballspieler
- MacLean, Sorley (1911–1996), schottischer Dichter
- MacLean, Steven (* 1982), schottischer Fußballspieler
- MacLean, Steven Glenwood (* 1954), kanadischer Astronaut
- MacLean, The Juan, US-amerikanischer Musiker
- Maclean, Thomas Nelson (1845–1894), britischer Bildhauer
- Maclean-Howell, Ella (* 2004), britische Radrennfahrerin
- Maclear, Thomas (1794–1879), britischer Astronom
- Macleay, Alexander (1767–1848), britisch-australischer Politiker und Entomologe
- Macleay, George (1809–1891), australischer Politiker, Zoologe und Entdeckungsreisender
- Macleay, James William Ronald (1870–1943), britischer Diplomat
- Macleay, William John (1820–1891), australischer Politiker und Entomologe
- Macleay, William Sharp (1792–1865), britischer Jurist, Zoologe und Entomologe
- MacLehose, Murray, Baron MacLehose of Beoch (1917–2000), britischer Politiker und Diplomat
- MacLeish, Archibald (1892–1982), amerikanischer Dichter und Politiker
- MacLeish, Rick (1950–2016), kanadischer Eishockeyspieler
- MacLellan, Billy (* 1974), kanadischer Schauspieler
- MacLellan, Brian (* 1958), kanadischer Eishockeyspieler und -funktionär
- MacLellan, Gene (1938–1995), kanadischer Sänger
- MacLennan, David (1937–2020), kanadischer Biochemiker und Molekularbiologe
- MacLennan, David (1948–2014), britischer Schauspieler, Regisseur und Theaterproduzent
- Maclennan, Francis (1873–1935), US-amerikanischer Opernsänger (Tenor) und Gesangspädagoge
- MacLennan, Hugh (1907–1990), kanadischer Schriftsteller
- Maclennan, James (1833–1915), kanadischer Jurist und Politiker
- Maclennan, Robert, Baron Maclennan of Rogart (1936–2020), britischer liberaldemokratischer Politiker, Mitglied des House of Commons und Life Peer
- MacLennan, Rosannagh (* 1988), kanadische Trampolinturnerin
- MacLeod, A. A. (1902–1970), kanadischer Politiker
- MacLeod, Alasdair Ban (1788–1854), schottischer Arzt und Gutsverwalter
- MacLeod, Alistair (1936–2014), kanadischer Schriftsteller
- MacLeod, Ally (1931–2004), schottischer Fußballspieler und -trainer
- MacLeod, Callum (* 1988), britischer Rennfahrer
- MacLeod, Carla (* 1982), kanadische Eishockeyspielerin und -trainerin
- MacLeod, Charlotte (1922–2005), kanadisch-US-amerikanische Krimi-Schriftstellerin
- MacLeod, Christine (* 1952), britische Historikerin
- MacLeod, Colin (1909–1972), kanadisch-amerikanischer Genetiker
- MacLeod, Colin William (1943–1981), britischer Klassischer Philologe
- MacLeod, Dave (* 1978), britischer Sportkletterer
- MacLeod, Donald (1938–2015), kanadischer Skilangläufer
- MacLeod, Doug (* 1946), US-amerikanischer Bluessänger, -gitarrist und Songwriter
- Macleod, Evelyn, Baroness Macleod of Borve (1915–1999), britische Politikerin (Conservative Party)
- MacLeod, Gavin (1931–2021), US-amerikanischer SchauspielerGavin MacLeod (1931–2021)

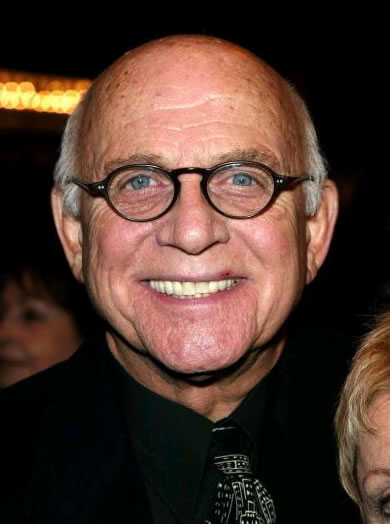
Gavin MacLeod (1931–2021)

- MacLeod, George, Baron MacLeod of Fuinary (1895–1991), schottischer Geistlicher
- MacLeod, Gregor (* 1998), kanadischer Eishockeyspieler
- Macleod, Hannah (* 1984), britische Hockeyspielerin
- Macleod, Henry Dunning (1821–1902), schottischer Nationalökonom
- Macleod, Henry George (1791–1847), britischer Kolonialbeamter
- Macleod, Iain (1913–1970), britischer Politiker, Mitglied des House of Commons und Zeitungsverleger
- MacLeod, Ian R. (* 1956), britischer Science-Fiction- und Fantasy-Autor
- MacLeod, John (* 1955), kanadischer Jazzmusiker und Musikproduzent
- Macleod, John George (1915–2006), schottischer Mediziner und Autor
- Macleod, John James Rickard (1876–1935), schottisch-kanadischer Physiologe
- MacLeod, John, 1. Baronet (1857–1934), schottischer Politiker
- MacLeod, Ken (* 1954), schottischer Science-Fiction-Autor
- MacLeod, Kevin (* 1972), US-amerikanischer Komponist und MusikproduzentKevin MacLeod (* 1972)

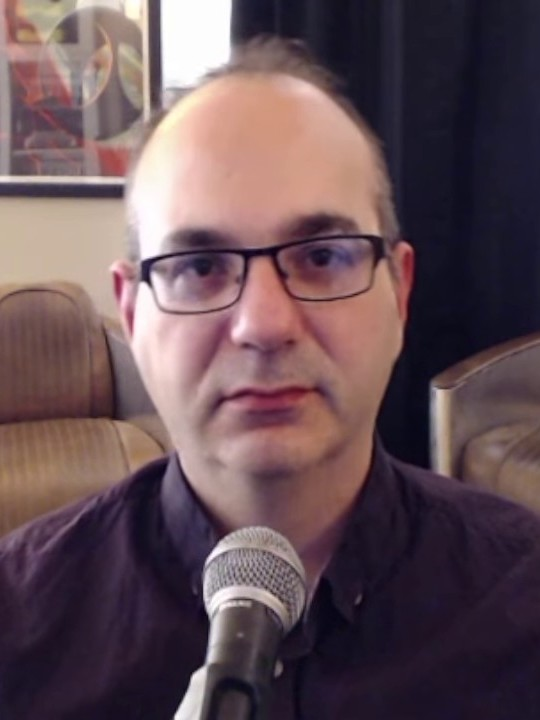
Kevin MacLeod (* 1972)

- Macleod, Mary (* 1969), britische Politikerin, Mitglied des House of Commons
- MacLeod, Matthew (* 1973), kanadischer Umweltchemiker
- MacLeod, Murdo (* 1947), schottischer Snookerspieler
- MacLeod, Murdo (* 1958), schottischer Fußballspieler und -trainer
- Macleod, Norman (1927–1991), schottischer Schachkomponist
- MacLeod, Pat (* 1969), kanadischer Eishockeyspieler
- MacLeod, Pegi Nicol (1904–1949), kanadische Malerin, Lehrerin, Kriegskünstlerin und Kunstaktivistin
- MacLeod, Robert B. (1907–1972), kanadischer Psychologe
- MacLeod, Rory (* 2006), schottischer Fußballspieler
- MacLeod, Sam (* 1994), britischer Automobilrennfahrer
- MacLeod, Scott (* 1959), kanadischer Eishockeyspieler
- MacLeod, Sian Christina (* 1962), britische Botschafterin
- MacLeod-Robertson, Charles (1870–1951), britischer Segler
- Maclet, Élisée (1881–1962), französischer Maler

### Macli
- Maclin, Clarence, US-amerikanischer FilmschauspielerClarence Maclin

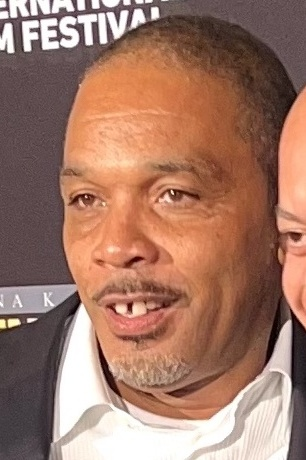
Clarence Maclin

- Maclin, Jeremy (* 1988), US-amerikanischer American-Football-Spieler
- MacLise, Angus (1938–1979), US-amerikanischer Schlagzeuger
- Maclise, Daniel (1806–1870), irischer Maler

### Maclo
- Macloud (* 1988), deutscher Musikproduzent und Rapper

### Maclu
- Maclure, Percy (1907–1944), britischer Autorennfahrer
- Maclure, William (1763–1840), schottischer Geologe, Gelehrter und Philanthrop